# Boarmia pusilla
Boarmia pusilla là một loài bướm đêm trong họ Geometridae.